# The Family Line
The Family Line è un EP del cantante inglese Morrissey, pubblicato nel maggio del 1994 dalla EMI, per il solo mercato francese.
Il disco raccoglie brani provenienti dai primi tre album (Viva Hate, Kill Uncle e Your Arsenal) del cantante e venne distribuito allegato al numero 56 della rivista Les Inrockuptibles.
La foto di copertina, realizzata da Renaud Montfourny, ritrae Morrissey con alle spalle un cartellone pubblicitario che, prima che l'immagine venisse ritoccata per questo disco, annunciava l'uscita del suo album Beethoven Was Deaf.

## Tracce
1. Suedehead - 3:56
2. Everyday Is Like Sunday - 3:32
3. Late Night, Maudlin Street - 7:40
4. Sing Your Life - 3:27
5. Driving Your Girlfriend Home - 3:23
6. (I'm) The End Of The Family Line - 3:30
7. Certain People I Know - 3:11
8. Tomorrow - 4:05